# Baldwin (Michigan)
Baldwin é uma vila localizada no estado americano de Michigan, no Condado de Lake.
É uma região cercada por lagos. Com pequeno comércio, sua população vive das atividades rurais das cercanias em sua maioria. Possui uma Escola Elementar e uma High School - BHS.

## Demografia
Segundo o censo americano de 2000, a sua população era de 1107 habitantes.
Em 2006, foi estimada uma população de 1140, um aumento de 33 (3.0%).

## Geografia
De acordo com o United States Census Bureau tem uma área de
3,3 km², dos quais 3,3 km² cobertos por terra e 0,0 km² cobertos por água. Baldwin localiza-se a aproximadamente 266 m acima do nível do mar.

## Localidades na vizinhança
O diagrama seguinte representa as localidades num raio de 32 km ao redor de Baldwin.